# HIMEKA
HIMEKA（ヒメカ、1980年7月20日 - ）は、カナダ・ケベック州出身でフランス系カナダ人の女性歌手。名は「Catherine St. Onge（カトリーヌ・セント・オンジュ）」である。母語はフランス語。アニメが好きでアニソン歌手になることを目指して2008年に渡日、2009年のメジャー・デビューの際には「青い瞳のアニソン歌手」や「アニソン界の黒船」としてメディアに取り上げられた。

## 来歴

### 少女時代
幼少の頃から音楽、絵画、演劇、アニメなどに深い興味を抱く少女であった。5歳の頃にはアラン・モリゾーの『コモ湖』がお気に入りで、縫いぐるみで遊びながらレコードで聴くその曲に自作の歌詞をのせて楽しんでいた。また、幼少期の頃にはディズニー・アニメを好んで見ており、その劇中歌にも惹かれていた。特に『眠れる森の美女』（仏語版）のオーロラ姫に憧れ、ディズニーのプリンセスのようになるには歌を歌わなければならないと思ったのが、彼女が歌うようになった最初のきっかけであった。こうして歌うことは大好きになったが、人前で歌うのは苦手で、部屋でこっそり歌うことが多いシャイな少女でもあった。
アニメもずっと好きで、12歳の頃からは英語版のディズニー・アニメを見て英語を学び始め、15歳の頃には英語が上達した（ケベック州はフランス語のみ公用語）。また5歳のころから『鉄腕アトム』などの日本のアニメも見ていたが、15歳の時に放送が開始された『美少女戦士セーラームーン』は、以前から好きだった“プリンセス”と“月”がテーマになっていたことから特に深い感銘を覚え、他の日本のアニメにも本格的な興味を持つようになった。16歳の頃には友達とセーラームーンのカードに記載されている日本語を辞書で調べて仮名文字を覚えたり、吹き替えなしの日本のアニメを見たりアニメソングを聴くなどして日本語を覚えていった。

### アマチュア時代
それまで人前で歌うことは少なかったが、21歳の時に思い切って出場した米国のアニメコンベンション「Anime Expo 2002」のカラオケコンテストで、『ときめきの導火線』（TVアニメ『ふしぎ遊戯』のエンディングテーマ）などのアニメソングを日本語で歌って優勝。他にも地元ケベックのOtakuthonや米国のOtaconなどのアニメ関連コンベンションで行われるカラオケコンテストに出場して常に最終選考まで残る歌唱力を見せ、「Anime Expo 2006」のコンテスト"AX Idol" でも準優勝となった。最初の優勝を契機に歌手になりたいという気持ちが強くなったが、わけても日本語で歌いたいという思いが大きかったため、その夢の実現のためには日本に行くしかないと考えるようになった。しかし十分な資金も伝手もなかった彼女は、日本行きを目指して2006年からは普段の仕事の他にアルバイトもして資金を貯めるとともに、大学の友人から教科書を借りるなどして独学で日本語の勉強にも励んだ。
2007年1月、友人からワーキングホリデー制度について聞き、「あぁ、これは私のチャンスだ」と思ったという。
2008年3月14日、ワーキングホリデービザで念願の初来日。東京のレストランなどでアルバイトをしながら雑誌やインターネットでアニメ関連の情報などを収集するかたわら、カラオケボックスに通って歌の練習をする毎日を送っていた。そんなある日、優勝者がプロデビューできるというアニマックス主催の「第2回全日本アニソングランプリ」の存在をネットで偶然知って応募。同年9月に応募総数3186人の中から、透明感のある声や、圧倒的な歌唱力、完璧で美しい日本語の発音などが評価されて優勝した。予選の東京大会では彼女が尊敬するという水樹奈々の『ETERNAL BLAZE』（『魔法少女リリカルなのはA's』のオープニング）を、決勝大会ではFictionJunction YUUKAの『Silly-Go-Round』（『.hack//Roots』のオープニング）、Sherryの『Adèsso e Fortuna 〜炎と永遠〜』（OVA『ロードス島戦記』のオープニング）、タイナカサチの『きらめく涙は星に』（アニメ『Fate/stay night』のオープニング）の3曲を歌った。

### プロデビュー
第2回アニソングランプリの優勝を得て2009年4月から放送開始のテレビアニメ『戦場のヴァルキュリア』のオープニングテーマ「明日へのキズナ」（Sony Music Japan International Inc. 2009年5月27日シングル発売：スキマスイッチ・常田真太郎プロデュース）でCDデビュー。カップリング曲は彼女が好きだという千葉紗子の『さよならソリティア』（TVアニメ『クロノクルセイド』エンディングテーマ）のカバー。CDデビューに先駆けていくつかのラジオやテレビへの出演、イベントでのライブなども行った。
プロデビューにあたり、芸名を「HIMEKA」と決定。この名は、彼女が16歳の頃に書き始めた物語に登場した人物の名で、物語の中においても伝説上の女神のような存在であり、優しさと強さとを兼ね備えた理想の女性像であるとのこと。
2012年に5pb.に移籍、2014年4月1日をもってフリーとなる。

### カナダへの帰国後
2014年6月9日、ビザの更新が適わずカナダに帰国。Twitterにて、自身が望まない形での帰国になってしまったことと再び日本で活動したい想いを述べている。情報発信やファンとの交流は帰国後もTwitterで続けられ、ツイキャスを介して本人による生放送も行われた。
2014年11月2日0時55分頃(日本時間)、アイスを食べながらツイキャスの生放送を行っていたところ、放送に使用していたノートPCにアイスをこぼしてしまった。チョコレートアイスの茶色がノートPCや枕にべっとり付着した様子が映り、視聴者一同は騒然となった。しばしの休止を挟んだ後、放送が再開されたが、ノートPCのマウスが正常に動作せず本人は悲嘆に暮れていた。
その後2015年4月には小寺可南子とのデュオ「HIME×KANA」で同人シングル「STAY DIAMOND / Because of you」を発売。
2016年にTwitterアカウントを消去。

## ディスコグラフィ

### シングル
| 枚  | 発売日         | タイトル       | 規格品番   | 規格品番  | 最高位 |
| 枚  | 発売日         | タイトル       | 初回限定盤 | 通常盤    | 最高位 |
| --- | -------------- | -------------- | ---------- | --------- | ------ |
| 1st | 2009年5月27日  | 明日へのキズナ | -          | SICL-215  | 25位   |
| 2nd | 2009年11月25日 | 果てなき道     | SICL-221   | SICL-222  | 30位   |
| 3rd | 2010年5月26日  | 未来へ…        | SICL-234   | SICL-235  | 78位   |
| 4th | 2012年10月24日 | Where I belong | -          | FVCG-1213 | 圏外   |
| 5th | 2013年11月27日 | カギリアルユメ | -          | FVCG-1271 | 圏外   |

#### 配信限定
| 曲 | 配信日         | タイトル                    |
| -- | -------------- | --------------------------- |
| 1  | 2010年7月14日  | La La La 〜世界をひとつに〜 |
| 2  | 2014年10月22日 | PRECIOUS                    |

### オリジナルアルバム
| 枚  | 発売日         | タイトル   | 規格品番   | 規格品番 | 最高位 |
| 枚  | 発売日         | タイトル   | 初回限定盤 | 通常盤   | 最高位 |
| --- | -------------- | ---------- | ---------- | -------- | ------ |
| 1st | 2011年11月30日 | himekanvas | SICL-264/5 | SICL-266 | 115位  |

### カバーアルバム
| 枚  | 発売日       | タイトル                     | 規格品番   | 規格品番 | 最高位 |
| 枚  | 発売日       | タイトル                     | 初回限定盤 | 通常盤   | 最高位 |
| --- | ------------ | ---------------------------- | ---------- | -------- | ------ |
| 1st | 2010年3月3日 | ラブ アニソン 〜歌ってみた〜 | SICL-228/9 | SICL-230 | 137位  |

### タイアップ
| タイトル                    | タイアップ                                                                                |        |        |        |
| 2009年                      | 2009年                                                                                    | 2009年 | 2009年 | 2009年 |
| --------------------------- | ----------------------------------------------------------------------------------------- | ------ | ------ | ------ |
| 明日へのキズナ              | テレビアニメ『戦場のヴァルキュリア』オープニングテーマ                                    |        |        |        |
| 果てなき道                  | テレビアニメ『テガミバチ』エンディングテーマ                                              |        |        |        |
| 2010年                      |                                                                                           |        |        |        |
| 未来へ…                     | テレビアニメ『閃光のナイトレイド』エンディングテーマ                                      |        |        |        |
| La La La 〜世界をひとつに〜 | 『世界コスプレサミット2010』公式応援ソング                                                |        |        |        |
| 2012年                      |                                                                                           |        |        |        |
| Where I belong              | 情報バラエティ番組『オードリーの神アプリ@新世紀-UP DATE-』エンディングテーマ              |        |        |        |
| 2013年                      |                                                                                           |        |        |        |
| TSU-BA-SA                   | PS3ソフト『解放少女 SIN』エンディングテーマ                                               |        |        |        |
| 2014年                      |                                                                                           |        |        |        |
| カギリアルユメ              | PS3&PS Vitaソフト『ローゼンメイデン ヴェヘゼルン ジー ヴェルト アップ』エンディングテーマ |        |        |        |
| PRECIOUS                    | PS3&PS Vitaソフト『俺たちに翼はない』オープニングテーマ                                   |        |        |        |

### 参加作品
- ハニー・トラップ 劇伴コーラス歌唱[11]
- Endless NOVA AG7（喜多修平/HIMEKA/佐咲紗花/河野マリナ/鈴木このみ/岡本菜摘/小林竜之）名義[12]
- Panoram A Leaf「5114」[13]
- STAY DIAMOND / Because of you HIME×KANA（HIMEKA・小寺可南子）名義[14]

## イベント

### ワンマンライブ
- ラブ・アニソン〜歌ってみたスペシャルライブ（J-POP CAFE SHIBUYA、2010年4月29日）
- HIMEKA1stワンマンライブ （SHIBUYA BOXX、2012年2月12日）
- Snowflake Cafe（Zher the ZOO、2013年12月15日）

### 発売記念イベント
- HIMEKA デビューイベント
  - |ラゾーナ川崎 ルーファ広場（2009年6月14日）
  - 阪急西宮ガーデンズ スカイガーデン（2009年6月20日）
  - イオン千種（2009年6月21日）
  - キャナルシティ博多 サンプラザステージ（2009年6月27日）

- 『果てなき道』発売記念イベント
  - アニメイト札幌店（2009年12月4日）
  - イオン苫小牧ショッピングセンター セントラルコート（2009年12月5日）
  - ラゾーナ川崎 ルーファ広場（2009年12月12日）EAST WEST BOYS & HIMEKA ジョイントトーク
  - 阪急西宮ガーデンズ スカイガーデン（2009年12月13日）
  - アニメイト日本橋店（2009年12月13日）
  - アニメイト横浜店（2009年12月19日）
  - アニメイト名古屋店（2009年12月20日）
  - 松坂屋名古屋店南館 オルガン広場（2009年12月20日）
  - 広島駅南口エールエール地下広場（2009年12月26日）
  - フタバ図書 サウンドGIGA天神（2009年12月27日）
  - アニメイト福岡天神店 （2009年12月27日）
- 『Where I belong』発売記念イベント（AKIHABARAゲーマーズ本店、アキバ☆ソフマップ1号店、2012年10月27日）
- 『カギリアルユメ』発売記念イベント（アキバ☆ソフマップ1号店、2014年1月11日）

### 参加イベント
- アニミックス2008 in OSAKA（インテックス大阪、2008年11月3日）
- J:COM HAPPY CHANNEL FESTA（ソラリアプラザ、2008年11月16日）
- ケーブルテレビショー in KANSAI 2008（ATCホール、2008年11月30日）
- 東京国際アニメフェア2009（東京ビッグサイト、2009年3月20日）
- ジョイコムショップ浦和店1周年記念イベント（浦和駅前市民ひろば、2009年5月3日）
- でらホビなごや（吹上ホール、2009年5月5日）
- お台場コスプレ博 in 東京ジョイポリス（東京ジョイポリス、2009年7月12日）
- MUSIC JAPAN 新世紀アニメSP－NHK WONDER LAND 2009－（NHKホール、2009年7月13日）
- アニソン応援キャラバン（サッポロファクトリーアトリウム、2009年7月19日）
- アニソン応援キャラバン（代々木アニメーション学院 札幌校、2009年7月20日）
- アニソン応援キャラバン（代々木アニメーション学院 大阪校、2009年8月2日）
- アニソン応援キャラバン（イオンモール 鶴見リーファ、2009年8月2日）
- アニソン応援キャラバン 東京府中商工まつり（大國魂神社、2009年8月8日）
- アニソン応援キャラバン （代々木アニメーション学院 東京校、2009年8月10日）
- 戦場のヴァルキュリアDVD発売記念イベント（THEATRE1010、2009年9月13日）
- 第3回全日本アニソングランプリ決勝大会 （NEW PIER HALL、2009年9月21日）
- ケーブルフェスタ名古屋 アニマックス 全日本アニソングランプリ 優勝者ライブ（名古屋市オアシス21 銀河の広場特設ステージ、2009年10月17日）
- ケーブルテレビショー in KANSAI 2009（ATCホール、2009年11月22日）
- 美少女戦士セーラームーンDVDコレクション発売記念イベント（UDK THEATER、2009年12月6日）
- ジャンプフェスタ'10（幕張メッセ、2009年12月19日）
- 第61回さっぽろ雪まつり「J:COMひろば」J:COM×アニマックス Presents「ザ・アニソンライブ in 雪まつり」（第61回さっぽろ雪まつり　大通り会場西１会場「J:COMひろば」内特設、2010年2月5日）
- TAF2010 第9回東京アニメアワード表彰式（東京ビッグサイト 会議棟1階「レセプションホール」、2010年3月27日）
- アニソンのど自慢〜2nd IMPACT〜（NHK大阪ホール、2010年5月3日）
- ケーブルテレビショー 2010 ザ・アニソンライブ in 池袋（池袋サンシャイン、2010年6月26日）
- 世界コスプレチャンピオンシップ（オアシス21、2010年8月1日）
- OTAKUTHON（カナダ コングレス・ド・モントリオール、2010年8月13日‐8月15日）
- 第4回全日本アニソングランプリ決勝大会（NEW PIER HALL、2010年9月25日）
- 学校祭「UNITY〜未来のカケラ〜」　男装・女装・コスプレコンテスト（ビジュアルアーツ専門学校大阪、2010年10月29日）
- ANIMAX MUSIX FALL 2010（横浜アリーナ、2010年11月3日）
- 練馬アニメカーニバル2010 ザ☆アニソンライブ in ねりたん（としまえん、2010年11月20日）
- わくわくデジタルフェスティバル2011「アニマックス アニソンLIVEステージ」全日本アニソングランプリ歴代優勝者ライブ（御堂会館、2011年2月12日）
- フィンランド・エストニア公演2011～日本アニメ音楽コンサート（ヘルシンキアレクサンダー劇場、トゥルクカリビア・アリーナ、タリンアドミラリティ湾ステージ、2011年7月15日‐7月17日）
- 第5回全日本アニソングランプリ決勝大会（NEW PIER HALL、2011年10月9日）
- ANIMAX MUSIX 2011（横浜アリーナ、2011年11月23日）
- アニソントーク&ライブ in 福島（郡山市民文化センター、2012年3月24日）
- 第6回全日本アニソングランプリ決勝大会（NEW PIER HALL、2012年10月7日）
- Live5pb.2012（TOKYO DOME CITY HALL、2012年11月24日）
- 第7回全日本アニソングランプリ東京予選大会（時事通信ホール、2013年8月11日）
- 「ローゼンメイデン」スペシャルステージ（さいたまスーパーアリーナ、2013年8月23日）
- アニマックス15のドリームプロジェクト アニソングランプリ優勝者とカラオケに行ける権利 （2013年11月15日）
- Live5pb.2013（TOKYO DOME CITY HALL、2013年11月23日）
- ケベック州政府在日事務所40周年記念レセプション ケベック州政府在日事務所、2014年1月20日）
- 新長田ぽっぷカルチャーフェスティバル ラジオ関西「青春ラジメニア」スペシャルイベント（ 六間道商店街、2014年3月22日）

## 出演

### テレビ
- 第2回全日本アニソングランプリ4時間拡大スペシャル（ANIMAX、2009年3月29日）
- 今ちゃんの「実は…」（ABC、2009年4月22日）
- クメピポ! 絶対あいたい1001人（TBS、2009年5月6日）
- J:HEAVEN（J:COMチャンネル一部地域のみ、2009年5月23日）
- めざましテレビ（フジテレビ、2009年6月15日）
- スーパーJチャンネル（テレビ朝日、2009年6月18日）
- VOICE（MBS、2009年7月2日）
- メレンゲの気持ち（日本テレビ2009年7月11日）
- TBSニュースバード（2009年7月28日）
- MUSIC JAPAN 新世紀アニソンSP（NHK総合、2009年8月16日）
- MUSIC JAPAN 新世紀アニソンSP完全版（NHK BS2、2009年8月24日）
- 第3回全日本アニソングランプリスペシャル（ANIMAX、2009年10月25日）
- MUSIC JAPAN 新世紀アニソンSP 完全版MAX（NHK総合、2009年11月20日）
- 遊びなDJ（テレビ北海道、2009年12月4日）
- おもいッきりDON!（中京テレビ、2009年12月21日）
- J:HEAVEN 総集編（テレビ埼玉、2009年12月29日）
- アニメ&特撮大好き!O・BA・MA（MUSIC JAPAN TV、2010年1月1日）
- 全日本アニソングランプリ特別番組 プロデビューへの道（ANIMAX、2010年1月3日）
- サキよみジャンBANG!（テレビ東京、2010年1月15日）
- 中京テレビNewsリアルタイム（中京テレビ、2010年2月16日）
- sakusaku（テレビ神奈川、2010年5月24日～28日 全5回）
- アニソンのど自慢〜2nd IMPACT〜（NHK近畿ブロック、2010年5月5日）
- 創ったヒト（ANIMAX、2010年5月8日）
- アニソンのど自慢〜2nd IMPACT〜完全版（NHK BS2、2010年5月30日）
- 心ゆさぶれ!先輩ROCK YOU（日本テレビ、2010年7月10日）
- スッキリ!!（日本テレビ、2010年8月9日）
- 世界コスプレサミット2010（テレビ愛知、2010年8月22日）
- 第4回全日本アニソングランプリ決勝大会（アニソングランプリ特設サイト、2010年9月25日）
- 第4回全日本アニソングランプリ決勝大会 ダイジェスト版（ANIMAX、2010年10月24日）
- ANIMAX MUSIX -FALL-2010-ダイジェスト版（スカチャン、2010年12月12日）
- ANIMAX MUSIX -FALL-2010〜Part1〜（ANIMAX、2011年1月16日）
- 第5回全日本アニソングランプリ 決勝大会（ひかりTVチャンネル、2011年10月9日）
- STUDIO MUSIX（ANIMAX、2011年11月6日）
- 第5回全日本アニソングランプリ 決勝大会ダイジェスト版（ANIMAX、2011年11月13日）
- ANIMAX MUSIX 2011-ダイジェスト版（BSスカパー!、2012年1月7日）
- ANIMAX MUSIX 2011〜Part2〜（ANIMAX、2012年2月12日）
- アニソントーク&ライブ in 福島（ひかりTVチャンネル、2012年3月24日）
- アニソンライブ in 福島（福島中央テレビ、2012年4月29日、ANIMAX、2012年5月13日）
- 第6回全日本アニソングランプリ 決勝大会（ひかりTVチャンネル、2012年10月7日）
- アニソンぷらす（テレビ東京、2012年10月9日）
- 第6回全日本アニソングランプリ 決勝大会 ダイジェスト版（ANIMAX、2012年11月4日）
- 電人☆ゲッチャ!（ニコニコ生放送、2013年8月9日）
- 全日本アニソングランプリ 東京予選大会（ひかりTVチャンネル、2013年8月11日）
- アニメTV（TOKYO MX、2013年9月4日、9月11日、2014年1月15日、2月5日）
- カラオケ得点対決！下剋上カラオケサバイバル（テレビ朝日、2013年11月22日）
- ゲーム☆マニアックス（ANIMAX、2013年11月23日）
- モーニングCROSS（TOKYO MX、2014年4月29日）

### ラジオ
- AIR-STAGE（LOVE FM、2008年11月16日）
- a FANFAN11 南かおりのラブコラふぁん（USEN440、2009年5月11日 - 5月17日）
- A&Gメディアステーションこむちゃっとカウントダウン（文化放送、2009年5月23日）
- 宇宙GメンEX アニコボ（ニッポン放送、2009年5月26日、2009年6月2日）
- THE VOICE〜ピープル・ズームアップ〜（JFN、2009年5月27日）
- SHEILAと廣岡秀司のおとべん!（FM横浜、2009年5月31日,2009年11月29日）
- flowers（JFN系列、2009年6月1日）
- WEBラジオ戦場のヴァルキュリア GBS第7小隊分局 （アニメイトTV、2009年6月9日 - 2009年6月22日）
- PLATOn（J-WAVE、2009年6月16日）
- Frieay Special Part.1（CROSS FM、2009年6月26日）
- Park Side Cafe（天神FM、2009年6月26日）
- BUTCH COUNTDOWN RADIO（FM福岡、2009年6月26日）
- VERO②VA（KBCラジオ、2009年6月26日）
- もえもえポンバシ系（ラジオ大阪、2009年6月26日・2010年1月8日）
- 渋マガZ（NHKラジオ第一放送、2009年7月5日）
- AV Music Channel（FM北海道、2009年7月23日・12月10日）
- a fanfan11 水樹奈々のPOWER GATE（USEN440、2009年11月16日 - 11月22日）
- 水樹奈々のMの世界（TOKYO FM、2009年11月20日）
- ナガオカ（CBCラジオ、2010年1月2日）
- 若狭敬一のスポ音内コーナー「小川健太の俺といっしょにルーキーソング」（CBCラジオ、2010年1月3日）
- WAKE UP 京都〜マグナム石井SHOW（KBSラジオ、2010年1月14日）
- 澤朋宏アワーサワっていいとも!（CBCラジオ、2010年2月20日）
- 地球ラジオ（NHKラジオ第一放送、2010年4月11日）
- タクロク（FM横浜、2010年5月30日、7月25日、2011年11月27日、2011年12月4日）
- 林原めぐみのHeartful Station（ラジオ関西、2010年5月29日）
- 林原めぐみのTokyo Boogie Night（TBSラジオ、2010年5月30日）
- THE WORKS（NACK5、2012年3月11日、2013年9月15日、2014年1月19日）
- 長谷川明子のSimply Lovely（HiBiKi Radio Station、2012年10月3日 - 2012年10月16日）
- 鳥海鶏太のミュージック・シーバード （BlueRadio.com、2012年10月17日、2013年11月20日）
- スカパー! 日曜シネマテーク（TOKYO FM、2013年4月7日）
- 彩音のChoco-Bana Radio（HiBiKi Radio Station、2014年1月15日、2014年1月22日）

### その他
- ヨドび時報（2010年1月1日-1月30日）